# Gran Premio motociclistico di Francia 1988
Il Gran Premio motociclistico di Francia 1988 fu l'undicesimo appuntamento del motomondiale 1988.
Si svolse il 24 luglio 1988 sul circuito Paul Ricard e vide la vittoria di Eddie Lawson nella classe 500, di Jacques Cornu nella classe 250, di Jorge Martínez nella classe 125 e di Rolf Biland nei sidecar.
Durante le prove libere del giovedì, il sidecar del pilota Alfred Heck e del suo passeggero Andreas Räcke, sul rettilineo Mistral, mentre si trovava a una velocità di 280 km/h, inspiegabilmente sterza bruscamente verso destra. Heck muore sul colpo, mentre Räcke se la cava con un trauma cranico.
Per la prima volta nella storia del Mondiale va a punti una donna (passeggere dei sidecar escluse): la finlandese Taru Rinne, quattordicesima in 125.

## Classe 500

### Arrivati al traguardo
| Pos | Pilota               | Moto      | Tempo     | Punti |
| --- | -------------------- | --------- | --------- | ----- |
| 1   | Eddie Lawson         | Yamaha    | 42:15.520 | 20    |
| 2   | Christian Sarron     | Yamaha    | +0.220    | 17    |
| 3   | Kevin Schwantz       | Suzuki    | +0.460    | 15    |
| 4   | Wayne Gardner        | Honda     | +5.720    | 13    |
| 5   | Wayne Rainey         | Yamaha    | +17.630   | 11    |
| 6   | Randy Mamola         | Cagiva    | +27.810   | 10    |
| 7   | Didier de Radiguès   | Yamaha    | +30.620   | 9     |
| 8   | Pierfrancesco Chili  | Honda     | +30.870   | 8     |
| 9   | Kevin Magee          | Yamaha    | +35.110   | 7     |
| 10  | Ron Haslam           | Elf-Honda | +35.310   | 6     |
| 11  | Robert McElnea       | Suzuki    | +59.870   | 5     |
| 12  | Malcolm Campbell     | Elf-Honda | +1:19.040 | 4     |
| 13  | Mike Baldwin         | Honda     | +1:42.640 | 3     |
| 14  | Alessandro Valesi    | Honda     | +1:46.140 | 2     |
| 15  | Fabio Barchitta      | Honda     | +2:02.540 | 1     |
| 16  | Donnie McLeod        | Honda     | +2:03.030 |       |
| 17  | Marco Gentile        | Fior      | +2:11.260 |       |
| 18  | Marco Papa           | Honda     | +1 giro   |       |
| 19  | Fabio Biliotti       | Honda     | +1 giro   |       |
| 20  | Manfred Fischer      | Honda     | +1 giro   |       |
| 21  | Eddie Laycock        | Honda     | +1 giro   |       |
| 22  | Claude Arciero       | Honda     | +1 giro   |       |
| 23  | Nicholas Schmassmann | Honda     | +1 giro   |       |
| 24  | Maarten Duyzers      | Honda     | +1 giro   |       |

### Ritirati
| Pilota              | Moto   |
| ------------------- | ------ |
| Patrick Igoa        | Yamaha |
| Rachel Nicotte      | Honda  |
| Daniel Amatriaín    | Honda  |
| Thierry Rapicault   | Fior   |
| Bruno Kneubühler    | Honda  |
| Wolfgang von Muralt | Suzuki |
| Niall Mackenzie     | Honda  |
| Shunji Yatsushiro   | Honda  |
| Josef Doppler       | Honda  |
| Jean Luc Demierre   | Suzuki |
| Vittorio Scatola    | Suzuki |

### Non qualificati
| Pilota           | Moto   |
| ---------------- | ------ |
| Andreas Leuthe   | Suzuki |
| Patrick Leruste  | Suzuki |
| Ari Rämö         | Honda  |
| Claude Albert    | Suzuki |
| Vincenzo Cascino | Honda  |
| Bernard Andrault | Honda  |
| Christian Polard | Honda  |
| Larry Vacondio   | Suzuki |

### Non partiti
| Pilota        | Moto   |
| ------------- | ------ |
| Eric Sabatier | Honda  |
| Raymond Roche | Cagiva |

## Classe 250

### Arrivati al traguardo
| Pos | Pilota               | Moto    | Tempo     | Punti |
| --- | -------------------- | ------- | --------- | ----- |
| 1   | Jacques Cornu        | Honda   | 37:23.940 | 20    |
| 2   | Sito Pons            | Honda   | +0.180    | 17    |
| 3   | Dominique Sarron     | Honda   | +1.610    | 15    |
| 4   | Juan Garriga         | Yamaha  | +2.220    | 13    |
| 5   | Reinhold Roth        | Honda   | +2.420    | 11    |
| 6   | Luca Cadalora        | Yamaha  | +17.680   | 10    |
| 7   | Jean-Philippe Ruggia | Yamaha  | +23.850   | 9     |
| 8   | Carlos Cardús        | Honda   | +45.930   | 8     |
| 9   | Loris Reggiani       | Aprilia | +59.530   | 7     |
| 10  | August Auinger       | Aprilia | +1:11.060 | 6     |
| 11  | Martin Wimmer        | Yamaha  | +1:11.270 | 5     |
| 12  | Donnie McLeod        | EMC     | +1:11.480 | 4     |
| 13  | Gary Cowan           | Yamaha  | +1:16.690 | 3     |
| 14  | Massimo Matteoni     | Yamaha  | +1:22.510 | 2     |
| 15  | Jean-François Foray  | Yamaha  | +1:22.880 | 1     |
| 16  | Jean-Michel Mattioli | Yamaha  |           |       |
| 17  | Helmut Bradl         | Honda   |           |       |
| 18  | Urs Jücker           | Yamaha  |           |       |
| 19  | Guy Bertin           | Yamaha  |           |       |
| 20  | Jean-François Baldé  | Defi    |           |       |
| 21  | Javier Cardelús      | Aprilia |           |       |
| 22  | Kevin Mitchell       | Yamaha  |           |       |
| 23  | René Delaby          | Yamaha  |           |       |
| 24  | Jochen Schmid        | Honda   |           |       |
| 25  | Christian Budinot    | Fior    |           |       |
| 26  | Bruno Bonhuil        | Honda   |           |       |
| 27  | Gilles Riva          | Honda   |           |       |

### Ritirati
| Pilota           | Moto    |
| ---------------- | ------- |
| Harald Eckl      | Aprilia |
| Maurizio Vitali  | Rotax   |
| Hans Becker      | Yamaha  |
| Stefano Caracchi | Honda   |
| Bruno Casanova   | Aprilia |
| Paolo Casoli     | Garelli |
| Urs Lüzi         | Honda   |
| Masahiro Shimizu | Honda   |
| Hervé Duffard    | Honda   |

### Non qualificati
| Pilota            | Moto   |
| ----------------- | ------ |
| Franck Girod-Roux | Honda  |
| Ivan Troisi       | Yamaha |
| Alberto Puig      | Honda  |
| Bernard Haenggeli | Honda  |

## Classe 125

### Arrivati al traguardo
| Pos | Pilota              | Moto    | Tempo     | Punti |
| --- | ------------------- | ------- | --------- | ----- |
| 1   | Jorge Martínez      | Derbi   | 36:19.910 | 20    |
| 2   | Ezio Gianola        | Honda   | +1.760    | 17    |
| 3   | Corrado Catalano    | Aprilia | +12.610   | 15    |
| 4   | Domenico Brigaglia  | Rotax   | +13.610   | 13    |
| 5   | Gerhard Waibel      | Honda   | +18.360   | 11    |
| 6   | Gastone Grassetti   | Honda   | +18.550   | 10    |
| 7   | Luis Miguel Reyes   | Garelli | +18.870   | 9     |
| 8   | Lucio Pietroniro    | Honda   | +19.240   | 8     |
| 9   | Adi Stadler         | Honda   | +19.420   | 7     |
| 10  | Esa Kytölä          | Honda   | +20.270   | 6     |
| 11  | Julián Miralles     | Honda   | +23.260   | 5     |
| 12  | Hans Spaan          | Honda   | +39.480   | 4     |
| 13  | Hubert Abold        | Honda   | +43.560   | 3     |
| 14  | Taru Rinne          | Honda   | +44.230   | 2     |
| 15  | Emilio Cuppini      | Honda   | +44.390   | 1     |
| 16  | Ian McConnachie     | Cagiva  |           |       |
| 17  | Thierry Feuz        | Rotax   |           |       |
| 18  | Robin Milton        | Honda   |           |       |
| 19  | Alfred Waibel       | Waibel  |           |       |
| 20  | Jean-Claude Selini  | Honda   |           |       |
| 21  | Hisashi Hunemoto    | Honda   |           |       |
| 22  | Flemming Kistrup    | Honda   |           |       |
| 23  | Krysztof Galatowicz | Honda   |           |       |
| 24  | Jussi Hautaniemi    | Honda   |           |       |
| 25  | Daniel Lanz         | Rotax   |           |       |

### Ritirati
| Pilota             | Moto    |
| ------------------ | ------- |
| Pier Paolo Bianchi | Cagiva  |
| Stefan Dörflinger  | Krauser |
| Stefan Prein       | Honda   |
| Bady Hassaine      | Honda   |
| Mike Leitner       | LCR     |
| Johnny Wickström   | Honda   |
| Heinz Lüthi        | Honda   |
| Allan Scott        | Honda   |
| Koji Takada        | Honda   |
| Manuel Hernández   | Honda   |
| Alex Bedford       | Honda   |

### Non qualificati
| Pilota          | Moto  |
| --------------- | ----- |
| Àlex Crivillé   | Derbi |
| Manuel Herreros | Derbi |

## Classe sidecar
Il weekend del Gran Premio di Francia è segnato dall'incidente mortale di Alfred Heck, caratterizzato anche da una preoccupante e inspiegabile dinamica; il telaista LCR, fornitore della maggior parte degli equipaggi in gara, effettua un'indagine tecnica per accertare le cause dell'anomalo cambio di direzione.
Per quanto riguarda i risultati sportivi, Rolf Biland-Kurt Waltisperg ottengono la 6ª vittoria su 6 gare; i campioni in carica e principali contendenti al titolo, Steve Webster-Tony Hewitt, si piazzano secondi. Una gomma a terra impedisce ad Egbert Streuer-Bernard Schnieders di andare oltre il 9º posto. In classifica Biland ha 120 punti, Webster 96, Streuer e Michel 54.

### Arrivati al traguardo
| Pos | Pilota             | Passeggero          | Moto           | Tempo    | Punti |
| --- | ------------------ | ------------------- | -------------- | -------- | ----- |
| 1   | Rolf Biland        | Kurt Waltisperg     | LCR-Krauser    | 33'47"80 | 20    |
| 2   | Steve Webster      | Tony Hewitt         | LCR-Krauser    | +5"20    | 17    |
| 3   | Markus Egloff      | Urs Egloff          | LCR-ADM        | +15"27   | 15    |
| 4   | Alain Michel       | Jean-Marc Fresc     | LCR-Krauser    | +57"60   | 13    |
| 5   | Masato Kumano      | Markus Fährni       | LCR-Yamaha     | +1'05"97 | 11    |
| 6   | Alfred Zurbrügg    | Martin Zurbrügg     | LCR-Yamaha     | +1'09"50 | 10    |
| 7   | Yoshisada Kumagaya | Brian Barlow        | Windle-Yamaha  | +1'15"46 | 9     |
| 8   | Steve Abbott       | Shaun Smith         | Windle-Yamaha  | +1'26"16 | 8     |
| 9   | Egbert Streuer     | Bernard Schnieders  | LCR-Yamaha     |          | 7     |
| 10  | Theo van Kempen    | Simon Birchall      | LCR-Yamaha     |          | 6     |
| 11  | Yvan Nigrowsky     | Martial Charpentier | Seymaz-JPX     |          | 5     |
| 12  | Fritz Stölzle      | Hubert Stölzle      | LCR-Krauser    |          | 4     |
| 13  | Bernd Scherer      | Thomas Schröder     | BSR-Krauser    |          | 3     |
| 14  | Barry Brindley     | Graham Rose         | LCR-Yamaha     |          | 2     |
| 15  | René Progin        | Yvan Hunziker       | Seymaz-Krauser |          | 1     |